# Liveuamap
Liveuamap — система онлайн-карт, которые позволяют в реальном времени следить за течением военных конфликтов во всём мире. 
«Живая карта» была создана украинскими программистами из города Днепр — Александром Бильченком и Родионом Рожковским.

## История
Идея сделать карту появилась у двух разработчиков во время Евромайдана в начале 2014 года. Авторы хотели иметь возможность отличать факты от мифов, отмечая положение вооруженных сил и протестующих на улицах Киева, а также дать возможность другим странам знать больше про Украину и события, что в ней происходят. В дальнейшем цели проекта стали более глобальными: прогнозирование и предотвращение будущих конфликтов, минимизация последствия стихийных бедствий и помощь путешественникам. Проект был выпущен 18 февраля 2014 года. Сначала проект был создан на основе интерактивных карт Google Maps. Посещаемость сайта значительно выросла после начала Вооруженного конфликта на востоке Украины и аннексии Крыма. Со слов разработчиков, к концу августа 2014 года проект имел до 150 000 посетителей в сутки. После заключения первых Минских соглашений в августе 2014 года и уменьшения интенсивности боевых действий аудитория проекта уменьшилась, и разработчики решили освещать ситуации в других горячих точках мира, например, в Сирии После начала Военной операции России в Сирии осенью 2015 года карту начали использовать ООН и другие гуманитарные организации.
Информация на карте появляется при помощи отслеживания активности пользователей в социальных сетях. Когда относительно событий в одном и том же месте накапливается критическое число сообщений, операторы сайта получают информацию об этом. Далее они решают, появляется ли информация на карте, или требуется её дополнительная проверка. Также используются и дополнительные источники — официальные сообщения, спутниковые снимки.
В определенный момент разработчики перешли с карт Google Maps на создание своих карт на основе Open Street map.
Конфликты, которые фиксировали Liveuamap: Вооруженный конфликт на востоке Украины, Российское вторжение в Украину (2022), Военная операция России в Сирии, Вторая Карабахская война, Афганистане, Ливии, Эфиопии, также показывали карту действий «Исламского государства» на Ближнем востоке. Кроме военных конфликтов, проект показывал карту протестов в Беларуси, в Гонконге, Венесуэле и США, а также неполитические события ― карта преступлений, карта вредных для окружающей среды происшествий и так далее.
Компания Liveuamap.LLC зарегистрирована в городе Мак-Лейн, штат Виргиния, США.